# Niederhergheim

Niederhergheim este o comună în departamentul Haut-Rhin din estul Franței. În 2009 avea o populație de 974 de locuitori.

## Evoluția populației
| An        | 1975 | 1982 | 1990 | 1999 | 2006 | 2009 |
| --------- | ---- | ---- | ---- | ---- | ---- | ---- |
| Populație | 802  | 801  | 852  | 921  | 972  | 974  |